# Ongelmuksenjärrvi
Ongelmuksenjärrvi är en sjö i Kiruna kommun i Lappland och ingår i Torneälvens huvudavrinningsområde. Sjön har en area på 0,093 kvadratkilometer och ligger 325 meter över havet.

## Delavrinningsområde
Ongelmuksenjärrvi ingår i det delavrinningsområde (753003-171305) som SMHI kallar för Mynnar i Torneälvens vattendragsyta. Medelhöjden är 427 meter över havet och ytan är 55,12 kvadratkilometer. Räknas de 7 avrinningsområdena uppströms in blir den ackumulerade arean 86,46 kvadratkilometer. Siikajoki som avvattnar avrinningsområdet har biflödesordning 2, vilket innebär att vattnet flödar genom totalt 2 vattendrag innan det når havet efter 353 kilometer. Avrinningsområdet består mestadels av skog (75 procent) och sankmarker (23 procent). Avrinningsområdet har 0,9 kvadratkilometer vattenytor vilket ger det en sjöprocent på 1,6 procent.